# Anagrus flaveolus
Anagrus flaveolus är en stekelart som beskrevs av Waterhouse 1913. Anagrus flaveolus ingår i släktet Anagrus och familjen dvärgsteklar. Inga underarter finns listade i Catalogue of Life.